# Qualificazioni alla Coppa del Mondo di rugby 2011 - Europa

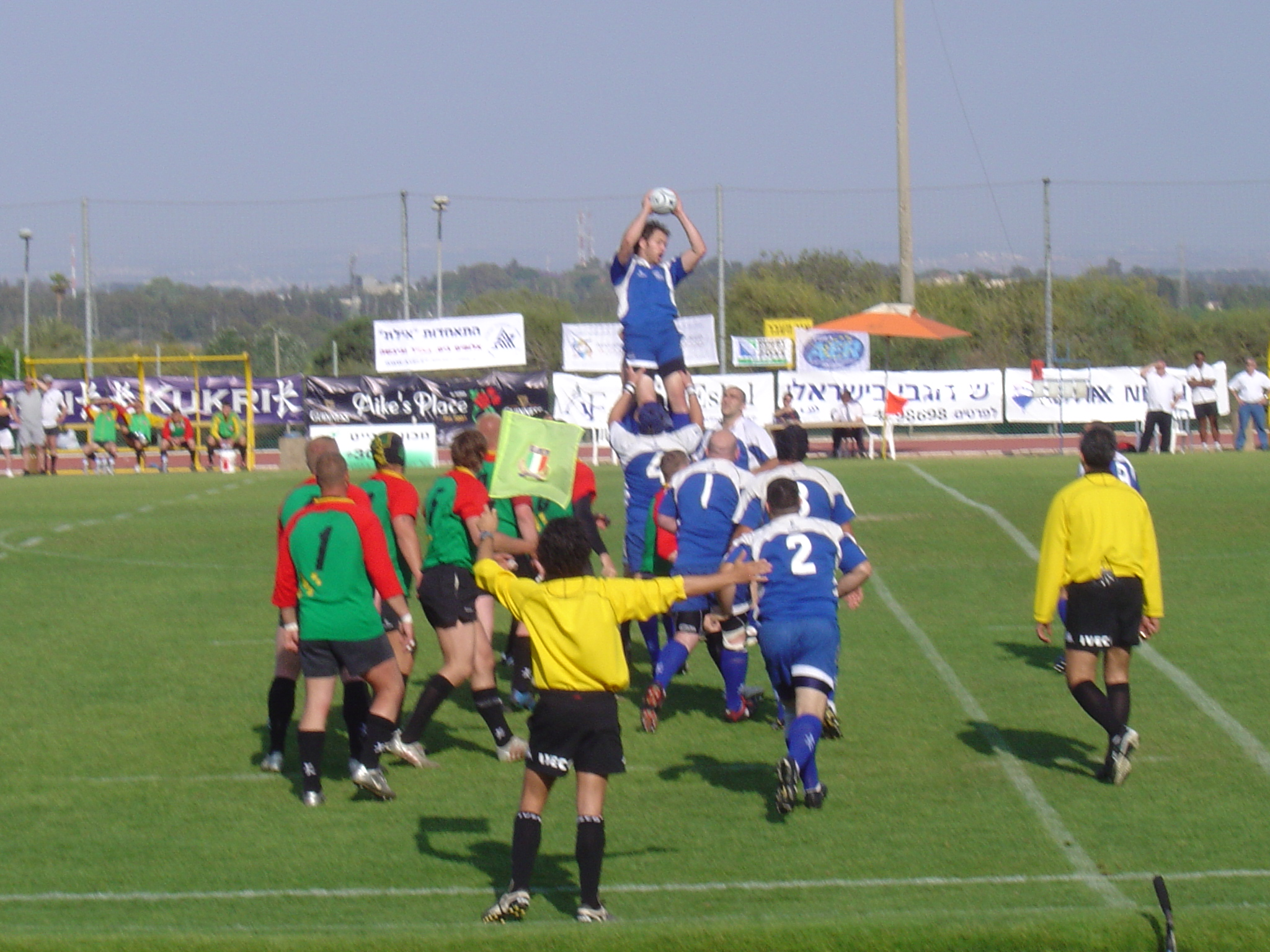
Una fase dell’incontro del secondo turno tra e del 23 maggio 2009

Le qualificazioni europee alla Coppa del Mondo di rugby 2011 si tennero tra il 2008 e il 2010 e riguardarono 31 squadre nazionali europee che dovettero esprimere 2 qualificate direttamente alla Coppa e destinarne una ai ripescaggi intercontinentali.
Alla Coppa del Mondo di rugby 2011 furono ammesse di diritto le dodici migliori squadre dell'edizione del 2007 (ovvero le prime tre classificate di ognuno dei quattro gironi della fase iniziale del torneo); per quanto riguarda le squadre europee tutto il Sei Nazioni era automaticamente ammesso, compresa l'Italia che, quindi, per la prima volta non prese parte alle qualificazioni.
Le qualificazioni si basarono sui risultati del campionato europeo 2008-10; in particolare, le prime due squadre della classifica generale di prima divisione furono ammesse direttamente alla competizione mentre la terza classificata dovette affrontare, nell'ultimo turno di qualificazione, la squadra che emerse da una serie di spareggi successivi tra le varie Nazionali vincitrici del girone d'andata delle divisioni dalla 3.C alla 2.B e dell'intero torneo della divisione 2.A al fine di assicurarsi un posto nei ripescaggi intercontinentali.
Vincitrice della classifica aggregata di prima divisione fu la Georgia e, dietro di essa, la Russia, che per la prima volta nella sua storia prese parte al torneo (nel 1987 l'Unione Sovietica fu invitata a partecipare alla I Coppa del Mondo, ma l'invito non fu accettato in polemica con il fatto che l'International Rugby Board teneva ancora il Sudafrica come membro, seppure non partecipante alla Coppa).
La Romania, terza classificata, dovette invece affrontare l'Ucraina, uscita dalla serie di eliminatorie, e la sconfisse nel doppio confronto che garantiva l'accesso ai ripescaggi interzona.

## Criteri di qualificazione
Per quanto riguarda le divisioni dalla 3.C alla 2.B fu presa in considerazione la classifica al termine del girone d'andata, che si tenne nella stagione 2008-09; per quanto riguarda la divisione 2.A e la prima divisione fu presa in considerazione la classifica aggregata biennale 2008-10.
Tutte le squadre vincitrici nei turni a eliminazione accedettero al turno successivo, quelle perdenti furono eliminate.
- Primo turno (maggio 2009). Spareggio in gara unica tra la squadra prima classificata della divisione 3.B e quella della divisione 3.C[1].
- Secondo turno (maggio 2009). Spareggio in gara unica tra la squadra uscente dal primo turno e la prima classificata della divisione 3.A[1].
- Terzo turno (giugno 2009). Spareggio in gara unica tra la squadra uscente dal secondo turno e la prima classificata della divisione 2.B[1].
- Quarto turno (maggio 2010). Spareggio in gara unica tra la squadra uscente dal terzo turno e la vincitrice della divisione 2.B[1].
- Quinto turno (novembre 2008 — giugno 2010). Prima e seconda della classifica aggregata 2008-10 della prima divisione ammesse direttamente alla Coppa del Mondo. Spareggio in gara doppia tra la squadra uscente dal quarto turno e la terza classificata della prima divisione per l'accesso ai ripescaggi interzona[1].

## Situazione prima degli incontri di qualificazione
| Preliminare | Primo turno                                                                                                   | Secondo turno                                                                                               | Terzo turno                                                                                                 | Quarto turno | Quinto turno                               | Qualificate                                                                                                 |
| --- | --- | --- | --- | --- | ------------------------------------------ | --- |
| Divisione 3.B: - Austria - Danimarca - Norvegia - Slovenia - Ungheria Divisione 3.C: - Bulgaria - Finlandia - Grecia - Israele - Lussemburgo | - 1ª div. 3.B 2008-09 — 1ª div. 3.C 2008-09 Divisione 3.A: - Andorra - Armenia - Lituania - Serbia - Svizzera | - Qualif. 1º turno — 1ª div. 3.A 2008-09 Divisione 2.B: - Croazia - Lettonia - Malta - Paesi Bassi - Svezia | - Qualif. 2º turno — 1ª div. 2.B 2008-09 Divisione 2.A: - Belgio - Rep. Ceca - Moldavia - Polonia - Ucraina | - Qualif. 3º turno — 1ª div. 2.A 2008-10 Prima divisione: - Germania - Georgia - Portogallo - Romania - Russia - Spagna | - Qualif. 4º turno — 3ª prima div. 2008-10 | Qualificate direttamente: - 1ª prima div. 2008-10 - 2ª prima div. 2008-10 Ai ripescaggi: - Qualif. 5º turno |

## Primo turno
| Arbitro: | Cyril Lafon |

|                           |      |                         |
| 38’ Dekel 71’ Bar-Or      | mt   | 42’ Cerar               |
| 38’, 71’ Beutler          | tr   | 42’ Cerar               |
| 9’, 14’, 42’, 61’ Beutler | c.p. | 7’, 11’, 15’, 74’ Cerar |

### Esito del primo turno
- Israele: qualificata al secondo turno

## Secondo turno
| Arbitro: | Mauro Dordolo |

|             |      |                               |
|             | mt   | 9’, 78’ Peronis 21’ Darkintis |
|             | tr   | 9’, 78’ Marcišauskas          |
| 12’ Beutler | c.p. |                               |

### Esito del secondo turno
- Lituania: qualificata al terzo turno

## Terzo turno
| Arbitro: | Sébastien Garat |

|                      |      |           |
| 5’, 11’ Marcišauskas | c.p. | 37’ Werth |

### Esito del terzo turno
- Lituania: qualificata al quarto turno

## Quarto turno
| Arbitro: | Cyril Lafon |

|                               |      |                                     |
| 80'+3’ Martinskas             | mt   | 13’ Kosarev 35’ Jančyj 48’ Kyrsanov |
| 80'+3’ G. Marcišauskas        | tr   | 13’, 35’, 48’ Jančyj                |
| 19’, 40’, 43’ G. Marcišauskas | c.p. | 8’, 24’ Jančyj                      |

### Esito del quarto turno
- Ucraina: qualificata al quinto turno

## Quinto turno
Georgia e Russia, nell'ordine, furono le due qualificate dirette alla Coppa del Mondo essendosi piazzate ai primi due posti della classifica generale; la Romania fu terza e dovette incontrare l'Ucraina, squadra uscita vincitrice dal quarto turno.
Lo spareggio fu vinto dai rumeni che vinsero entrambe le gare, 33-3 a Kiev e 61-7 nel ritorno a Botoșani; con tale vittoria la squadra accedette ai ripescaggi interzona per l'ultimo posto utile alla Coppa.
| Arbitro: | Franck Maciello |

|              |      |                                             |
|              | mt   | 2’, 58’, 76’ Ciuntu 25’ Burcea 48’ Dumbravă |
|              | tr   | 2’, 25’, 76’ Dumbravă 48’ Vlaicu            |
| 40’ Tjurykov | c.p. |                                             |

| Arbitro: | Alan Falzone |

|                                                                                             |      |                   |
| 12’ V. Ursache 15’ Ianus 22’ Socol 28’, 80'+7’ Ciuntu 42’, 77’ Fercu 50’ Burcea 65’ Surugiu | mt   | 80'+4’ Krasyl’nyk |
| 15’, 65’, 77’ Dumbravă 42’, 51’ Vlaicu                                                      | tr   | 80'+4’ Tjurykov   |
| 5’, 8’ Dumbravă                                                                             | c.p. |                   |

### Esito del quinto turno
- Georgia: qualificata alla Coppa del Mondo come prima squadra europea
- Russia: qualificata alla Coppa del Mondo come seconda squadra europea
- Romania: ai ripescaggi interzona

## Quadro generale delle qualificazioni
In grassetto le squadre qualificate al turno successivo
| Preliminare | Primo turno                                                                            | Secondo turno                                                                           | Terzo turno                                                                                 | Quarto turno                                                                                        | Quinto turno        | Qualificate                                                           |
| --- | -------------------------------------------------------------------------------------- | --------------------------------------------------------------------------------------- | ------------------------------------------------------------------------------------------- | --------------------------------------------------------------------------------------------------- | ------------------- | --------------------------------------------------------------------- |
| Divisione 3.B: - Austria - Danimarca - Norvegia - Slovenia - Ungheria Divisione 3.C: - Bulgaria - Finlandia - Grecia - Israele - Lussemburgo | - Slovenia — Israele Divisione 3.A: - Andorra - Armenia - Lituania - Serbia - Svizzera | - Israele — Lituania Divisione 2.B: - Croazia - Lettonia - Malta - Paesi Bassi - Svezia | - Lituania — Paesi Bassi Divisione 2.A: - Belgio - Rep. Ceca - Moldavia - Polonia - Ucraina | - Lituania — Ucraina Prima divisione: - Germania - Georgia - Portogallo - Romania - Russia - Spagna | - Ucraina — Romania | Qualificate direttamente: - Georgia - Russia Ai ripescaggi: - Romania |